# Piet Mondrian
« Mondrian » redirige ici. Pour les autres significations, voir Mondrian (homonymie).
Pieter Cornelis Mondriaan (prononcé : /ˈpitər kɔrˈneːlɪs ˈmɔndrijaːn/), appelé Piet Mondrian (prononcé : /pit ˈmɔndrijɑn/) à partir de 1912, né le 7 mars 1872 à Amersfoort (Pays-Bas) et mort le 1er février 1944 à New York, est un peintre néerlandais reconnu comme l'un des pionniers de l'abstraction.

## Biographie

### Formation et débuts (1872-1906)
Piet Mondrian naît le 7 mars 1872 à Amersfoort.

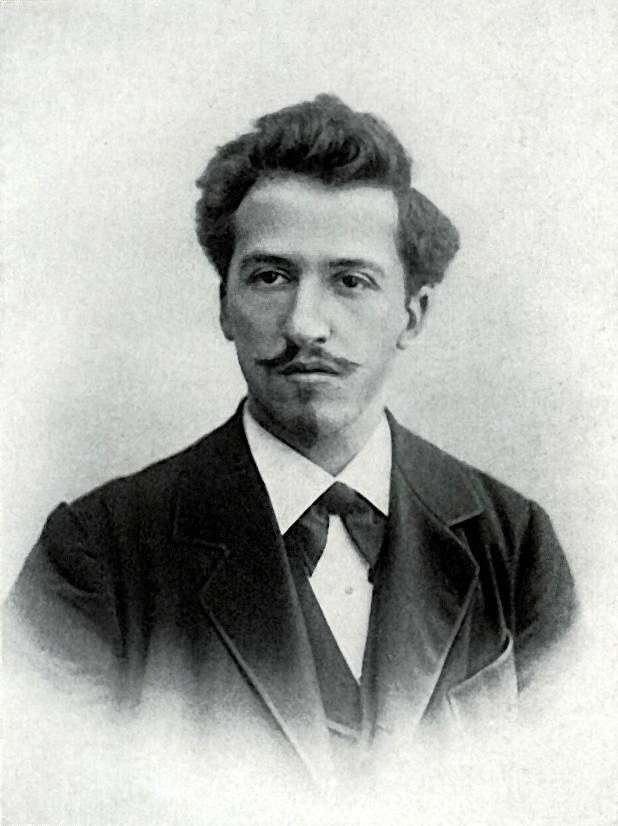
Mondrian en 1899.

Son père, instituteur, était aussi un pasteur calviniste, un homme exalté et qui dessinait souvent. Il encouragea son fils, mais faute de moyens s'opposa à ce que celui-ci s'inscrive, à vingt ans, en 1892, à l'Académie royale des beaux-arts d'Amsterdam. Mondrian a été initié par son oncle à la peinture de plein air, une innovation dans les années 1880, un héritage de Johan Barthold Jongkind et de l'école de La Haye. Dans la structure des paysages d'avant 1900, Mondrian vise des effets d'ensemble : effets de lumière, effets linéaires, groupes de troncs d'arbres et branches en contre-jour sont des motifs récurrents. Ce sont des qualités morales[pas clair] qui s'inscrivent dans ces choix de couleurs et ces motifs. L'art de tradition romantique-nordique produisit vers 1900 beaucoup de paysages de sous-bois. En octobre 1892, il s'inscrit à l'Académie royale des beaux-arts d'Amsterdam. Plus généralement après 1900, les tableaux de Mondrian cherchent à faire voir des idées, et semblent proches du mouvement symboliste.
Son nouveau style, comme cristallisé sur des formes-idées, déjà visible dans Passiebloem (Passiflore), vers 1901, s'est manifesté d'autant plus vigoureusement qu'il rencontra en juin 1908 le peintre Jan Toorop, personnage central du symbolisme hollandais connu par ses curieuses compositions de figures curvilignes très homogènes, comme fondues dans les plissements géologiques du dessin. En 1907, il réalise une esquisse sur un carton de faibles dimensions, Le nuage rouge, aujourd'hui considéré comme l'une des œuvres fondamentales de la première partie de sa carrière. L'œuvre représente un paysage marin, simplifié à l'extrême, dans lequel les couleurs ont avant tout une valeur symbolique. L'essentialisation du sujet et l'usage symbolique de la couleur constituent le moyen pour Mondrian de se détacher progressivement de la figuration. Petit à petit, le tableau se vide et les couleurs, plus pures, s'émancipent du principe de représentation mimétique du réel. C'est à ce moment-là qu'il aurait découvert, chez Jan Sluijters, l'emploi symbolique de la couleur et les dessins de Van Dongen d'alors, relevant du fauvisme le plus intense.

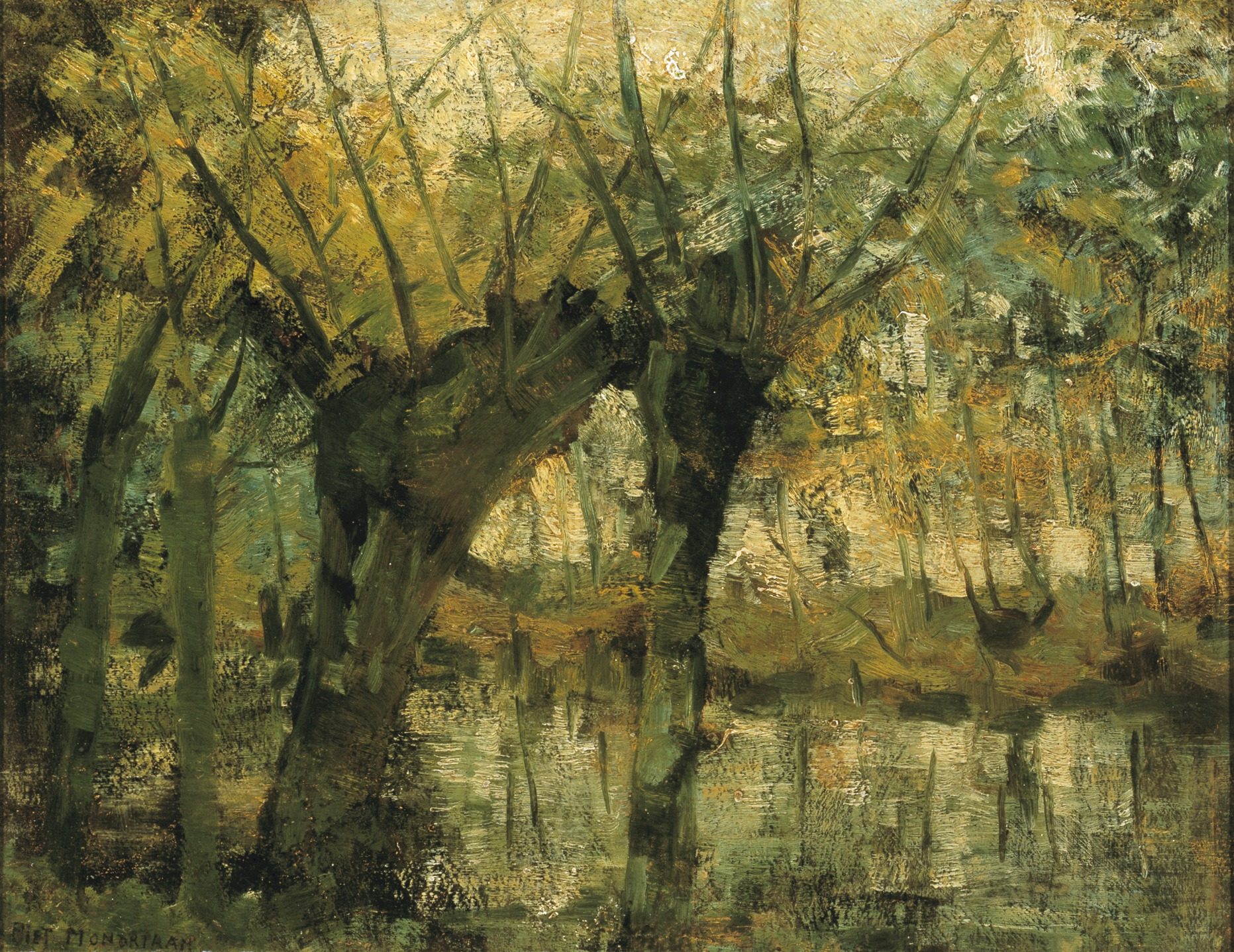
Saulaie. Impression de lumière et d'ombre, vers 1905, huile sur toile, 35 × 45 cm, musée d'Art de Dallas.
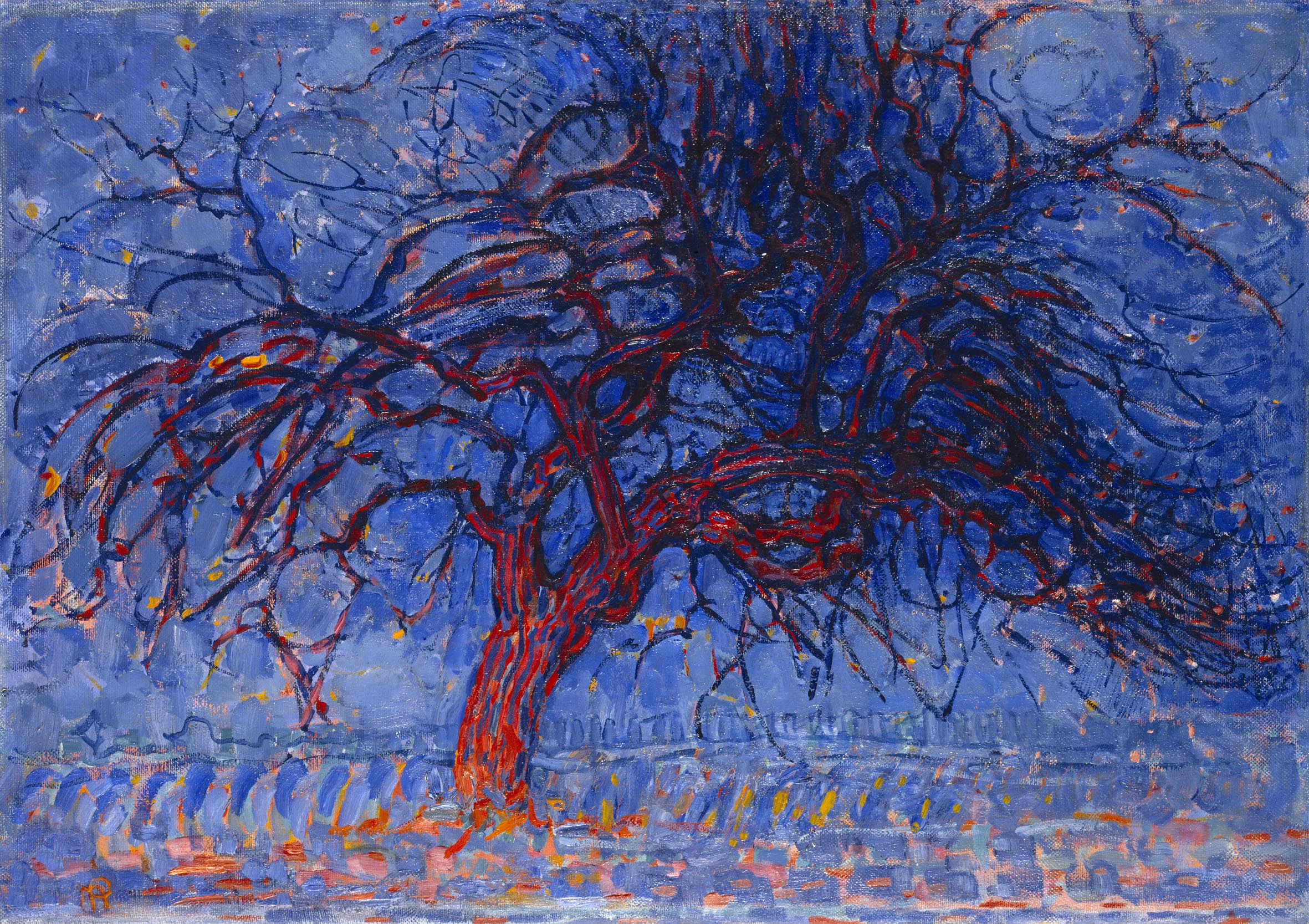
Arbre rouge, 1908-1909, huile sur toile, 70 × 99 cm, Gemeentemuseum.
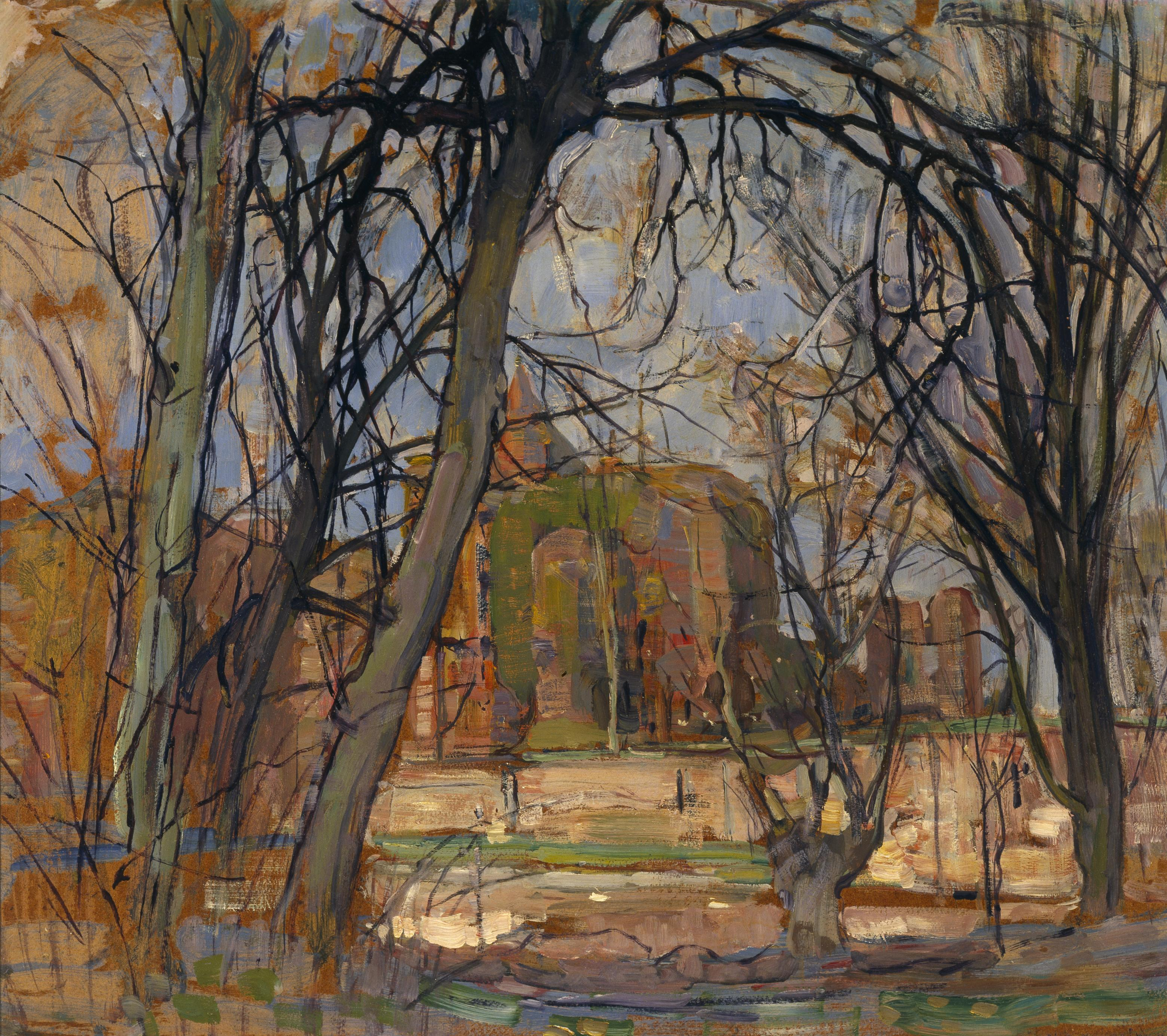
Soleil de printemps (Lentezon). Château en ruine : Brederode (vers fin 1909-début 1910), huile sur isorel, 62 × 72 cm, musée d'Art de Dallas.

### Découverte de Van Gogh et recherche théosophique (1908-1911)

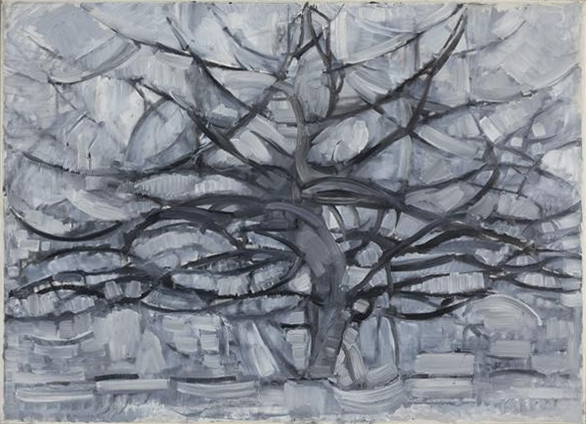
Arbre argenté, 1911, huile sur toile,, Gemeentemuseum.

Les œuvres de Van Gogh, découvertes lors d'une rétrospective à Amsterdam en 1905 et à nouveau exposées à Amsterdam en septembre et mars 1911, auront eu un effet amplificateur sur ce qui était en cours après la rencontre avec Toorop. Le tableau Devotie (Dévotion), 1908, semble en découler, plus près encore du dernier Van Gogh : Moulin dans la clarté du soleil, de 1908. C'est dans un élan de lyrisme inouï que Mondrian intensifie à l'extrême l'idée contenue dans le « moulin/soleil »[style trop lyrique ou dithyrambique]. Sur un mètre quinze, les rouges stridulents hachés de gris bleu, sur un ciel tout morcelé dans une mosaïque de bleus pâles et de jaune citron[style à revoir].
Depuis 1904, il s'intéresse à la théosophie, aux mathématiques et à la géométrie. En 1909, il s'inscrit à la société théosophique. La pensée théosophique, développée dans la seconde moitié du XIXe siècle par Helena Blavatsky, met en avant l'idée d'un ordre cosmique du monde, au-delà des apparences et du visible. Mondrian est sensible à cette recherche d'une peinture plus spirituelle. La transcendance du traitement de la lumière, décomposée sur des formes simples en contrastes de couleurs saturées, le conduit vers une abstraction croissante. Le monumental Duinlandschap (Paysage de dunes, 1910-1911), réduit le sujet du tableau à n'être plus que l'oblique d'une ligne où l'horizon bascule dans une mosaïque de losanges hachurés.[réf. nécessaire]

### Cubisme et affirmation d'un style personnel plus abstrait (1911-1916)

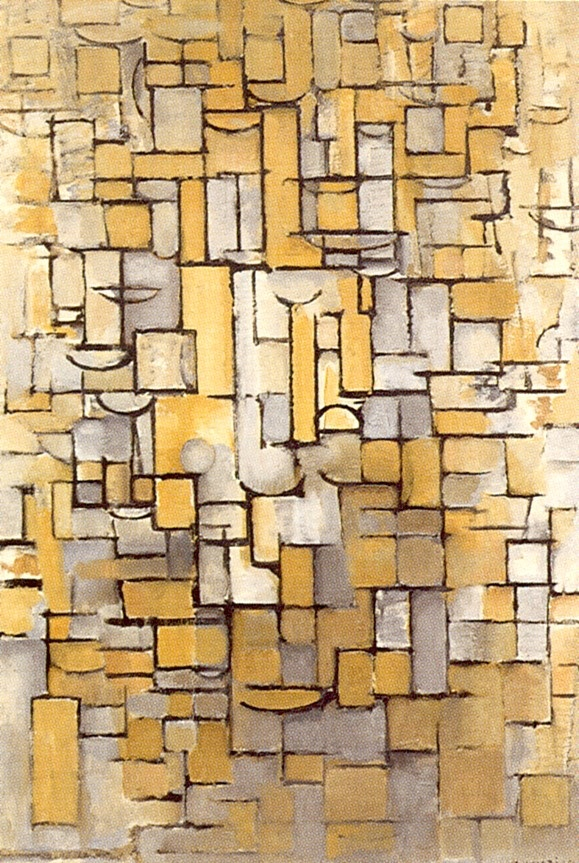
Composition XIV, 1913, huile sur toile,, Van Abbemuseum, Eindhoven.

En octobre 1911, Mondrian voit à Amsterdam des œuvres de Georges Braque, radicales dans leur cubisme analytique affirmé. Comme deux alpinistes encordés, Braque et Picasso s'étaient lancés vers les cimes de l'expérimentation pure[style trop lyrique ou dithyrambique]. À la fin de l'année, Mondrian est à Paris. D'abord installé au 33, avenue du Maine, il déménage en mai 1912 dans un atelier au 26, rue du Départ, près de la gare Montparnasse (ce pâté de maisons fut détruit en 1936, en vue de l'agrandissement de la gare). Pieter Cornelis Mondriaan décida de se faire dorénavant appeler Piet Mondrian. Tout de suite, il va prendre le chemin du cubisme et abandonne en conséquence les couleurs vives, réduisant sa palette à des gammes de gris et d'ocres. Du cubisme, il dira : « Je sentis que seuls les cubistes avaient découvert le droit chemin et pendant longtemps je fus très influencé par eux. »
Et rapidement, il amplifie la tendance à l'abstraction qui travaille le cubisme analytique : les séries d'expérimentations construites avec les motifs du pot de gingembre et du pommier en fleurs atteignent la frontière où la figure s'efface dans une structure. Elle se réduit à des variations formelles sur quelques signes : courbes tendues des branches du pommier et leurs tension dans l'espace, verticalement, mais rabattue vers l'horizontale avec le temps.
Entre 1913 et 1914, son cheminement l'amène à créer un langage pictural nouveau, ce qui en fait l'un des chefs de file et pionniers de l'art abstrait, alors en construction et en effervescence, aux côtés de Kandinsky, Kupka, Fernand Léger, Picabia, Robert Delaunay et Sonia Delaunay. En janvier 1914, Mondrian écrit à son ami Bremmer : « Je construis des lignes et des combinaisons de couleurs sur des surfaces planes afin d'exprimer, avec la plus grande conscience, une beauté générale. La nature (ou ce que je vois) m'inspire, me met, comme tout peintre, dans un état émotionnel qui me pousse à créer quelque chose, mais je veux rester aussi près que possible de la vérité et à tout extraire, jusqu'à ce que j'atteigne au fondement (qui ne demeure qu'un fondement extérieur !) des choses […]. Je crois qu'il est possible, grâce à des lignes horizontales et verticales construites en pleine conscience, mais sans calcul, suggérées par une intuition aigüe et nées de l'harmonie et du rythme, que ces formes fondamentales de la beauté, complétées au besoin par d'autres lignes droites ou courbes, puissent produire une œuvre d'art aussi puissante que vraie. »
En 1915, de retour au pays en raison de la mort de son père, il s'emploie à dépasser le cubisme dont il souligne les insuffisances et il évolue alors vers une abstraction plus pure. Les dessins composés sur le motif d'une jetée dans l'océan aboutissent à la simplification radicale du graphisme à de simples tirets horizontaux et verticaux. Le sujet (son sens universel) semble s'effacer dans le processus de construction plastique du tableau. Durant cette année 1915, Mondrian entame de nombreux tableaux, fait de nombreux essais, mais n'achève presque aucune œuvre, excepté la Composition 10 en noir et blanc, qui prend le thème de la mer avec une jetée, et se compose de courts segments de droite disposés à l'horizontale et à la verticale, formant des croix sur un fond gris regroupés dans un ovale. Ce tableau fait la synthèse des recherches de l'année.

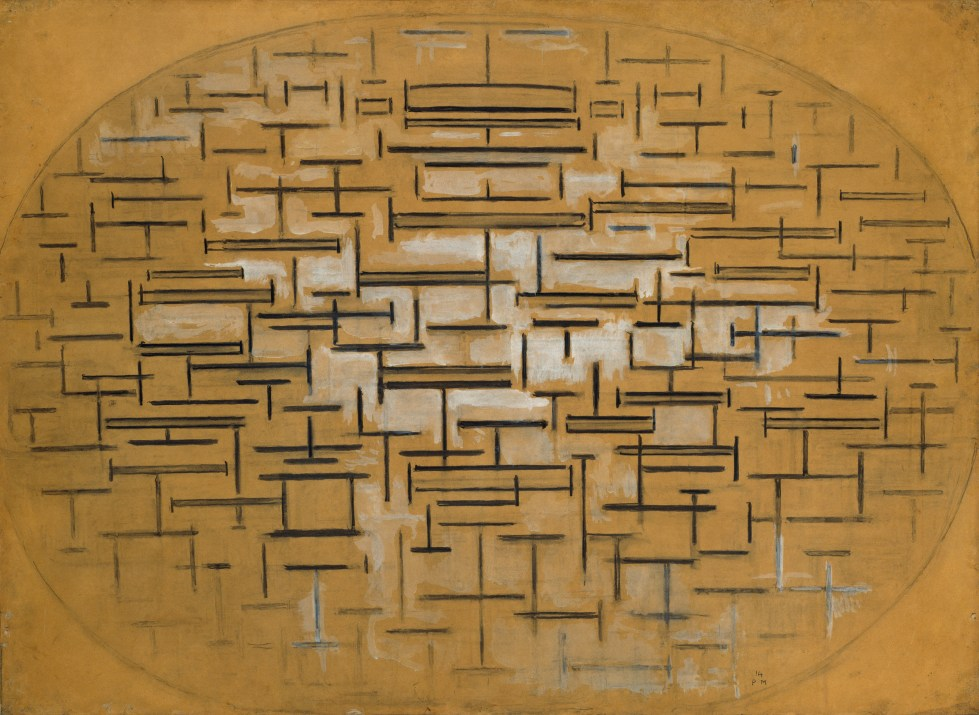
Ocean 5, 1915, fusain et gouache sur papier, 87,6 × 120,3 cm, collection Peggy Guggenheim.
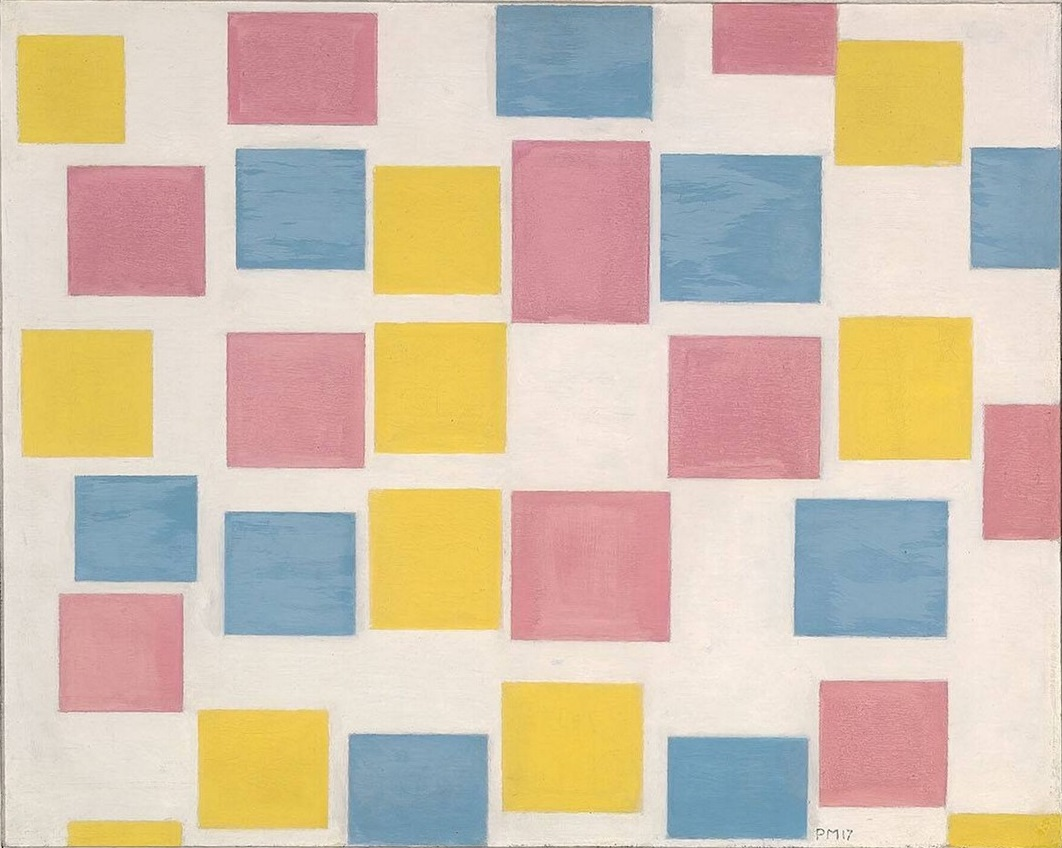
Composition avec plans de couleurs, 1917, huile sur toile, 48 × 60,5 cm, musée Boijmans Van Beuningen.
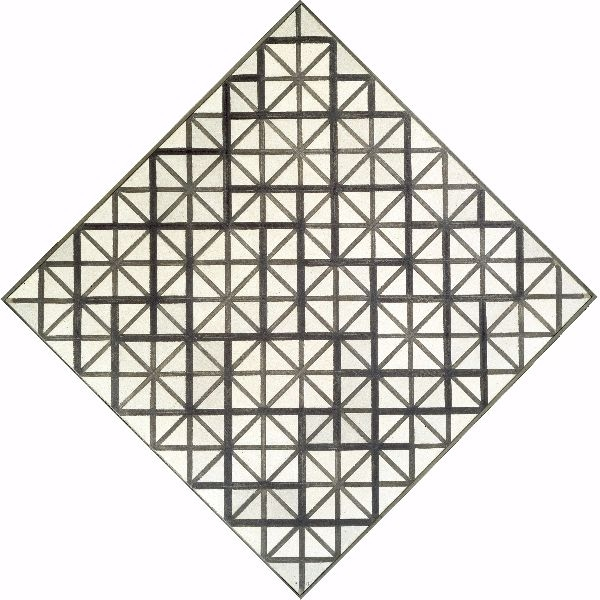
Composition en losange avec lignes grises (Composition dans le losange), 1918, huile sur toile, 121 cm en diagonale, Gemeentemuseum.
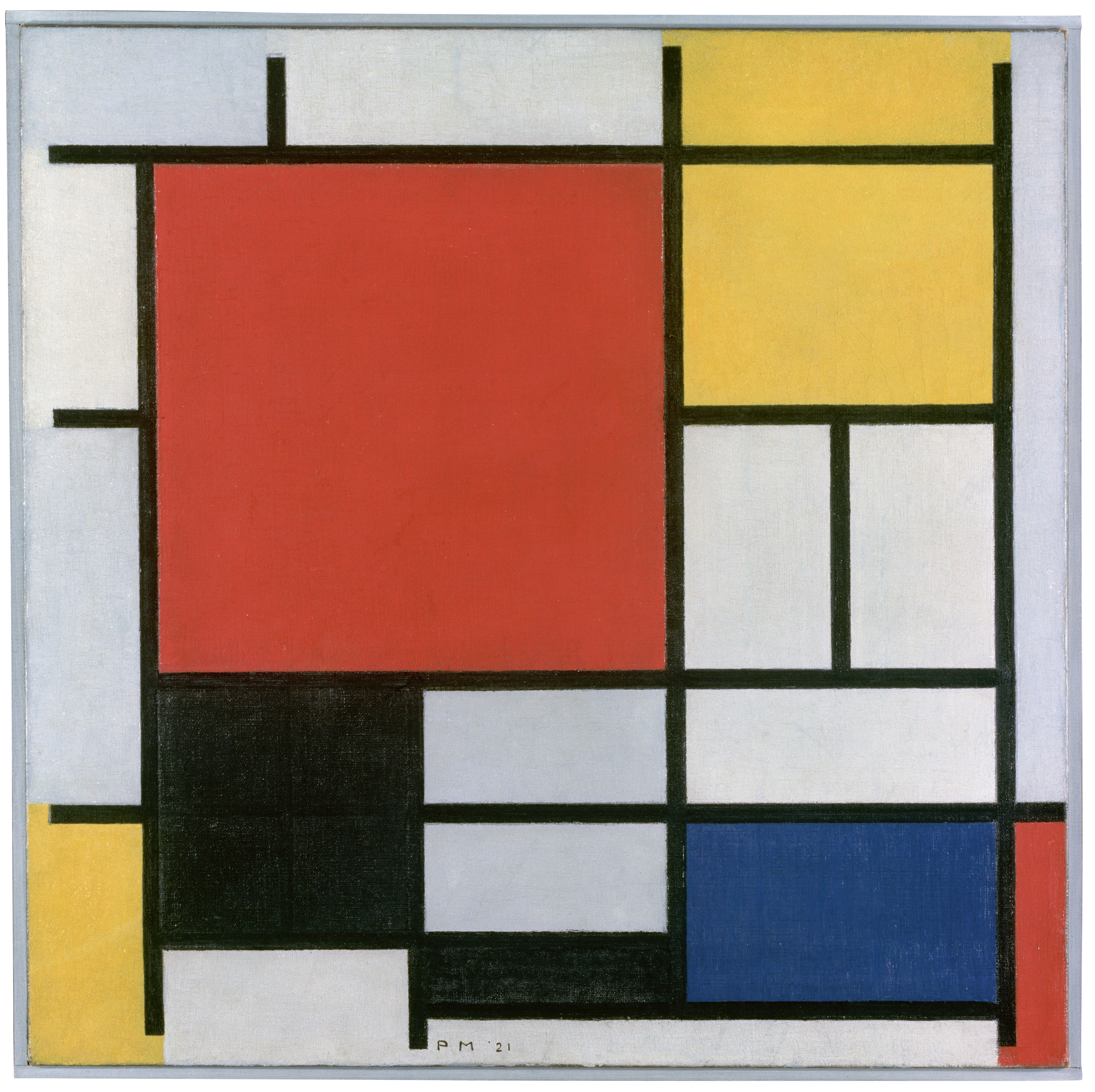
Composition en rouge, jaune, bleu et noir, 1921, huile sur toile, 59,5 × 59,5 cm, Gemeentemuseum.

### Collaboration avecDe Stijlet «peinture néo-plastique» (1917-1938)
Mondrian fut un contributeur très important de la revue hollandaise De Stijl, fondée par Theo van Doesburg en 1917, le titre de cette revue donnant son nom au « mouvement » (De Stijl ne fut jamais un mouvement véritable). De retour à Paris en 1919, Mondrian habite encore au 26 de la rue du Départ et s'installe brièvement 5 rue de Coulmiers, où il crée pour la première fois un intérieur néoplastique, peu à peu envahi de cartons de couleurs, disposés et déplacés au gré des changements qui affectent l’espace de l’atelier, sur les toiles abouties ou en cours de réalisation. Les toiles se prolongent ainsi dans l’atelier qui affecte en retour le contenu des toiles et participe provisoirement à leur forme et à leur place.
Il voyage à Lyon et collabore avec Michel Seuphor au théâtre du Donjon, créé par Emile Malespine et Marchel Michaud, où il crée les décors d'une pièce de théâtre qui ne sera finalement jamais jouée.
Il fait publier dans la revue De Stijl parmi de nombreux écrits son essai Réalité naturelle et réalité abstraite. Il souhaite écarter la nature matérielle au profit de son essence. Aussi écarte-t-il « la forme et la couleur naturelles » et au premier chef la courbe et le vert, pour ne plus s'exprimer que par « l’abstraction de toute forme et couleur, c'est-à-dire […] la ligne droite et la couleur primaire nettement définie ». Il travaille donc à partir de 1940 avec les couleurs pures : rouge, jaune et bleu, qu’il associe au blanc, qui lui sert de fond, et au noir, qui délimite les couleurs entre elles. Il structure ses œuvres de manière géométrique en utilisant essentiellement des formes rectangulaires et des lignes d’épaisseur variable. Les croyances théosophiques de Mondrian lui font accorder à l’angle droit une signification universelle. Plus que tout compte le rapport entre couleurs, entre dimensions, entre positions. En effet, pour lui, « le rapport [de la verticale à l'horizontale] est à l’image de la dualité et des oppositions qui régissent d’une façon générale la vie et l’univers — le masculin et le féminin, l’extérieur et l’intérieur, le matériel et le spirituel ».
Mondrian définit dès lors son système de représentation qu’il nomme peinture néo-plastique et qu’il développera pendant plus de 20 ans jusqu’à son séjour à New York. Il travaille toujours à la fois instinctivement et avec une grande rigueur. Les séries de variations, strictement numérotées à partir de 1910, enchaînent toutes les possibilités plastiques. En 1930, il se contraint à ne plus travailler qu’avec la ligne, sans aucune couleur. La Composition losangique avec double ligne lui permet de retrouver une nouvelle variable : la double ligne. Et la couleur réapparaît. En 1928, les œuvres de Mondrian et de Nicolas Eekman seront exposées ensemble à la galerie Jeanne Bucher. En 1930, il devient membre du groupe Cercle et Carré, fondé par son ami Michel Seuphor et par Joaquín Torres García. En 1931, il devient membre du groupe Abstraction-Création, fondé par Vantongerloo et Auguste Herbin. C’est alors une figure majeure du mouvement moderne dans les arts et en architecture. En 1931, la styliste de mode Lola Prusac crée pour la Maison Hermès, sellier à Paris, une gamme de valises et de sacs à incrustations géométriques bleues et rouges qui sont très inspirées des œuvres de Mondrian de cette période.

### Dernières années en exil à New York (1938-1944)

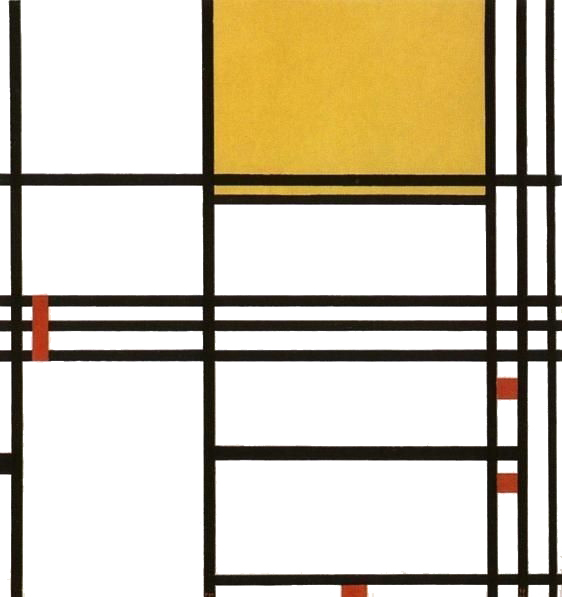
Composition avec noir, blanc, jaune et rouge, entre 1939 et 1942, huile sur toile, 79,6 × 74,2 cm, The Phillips Collection.
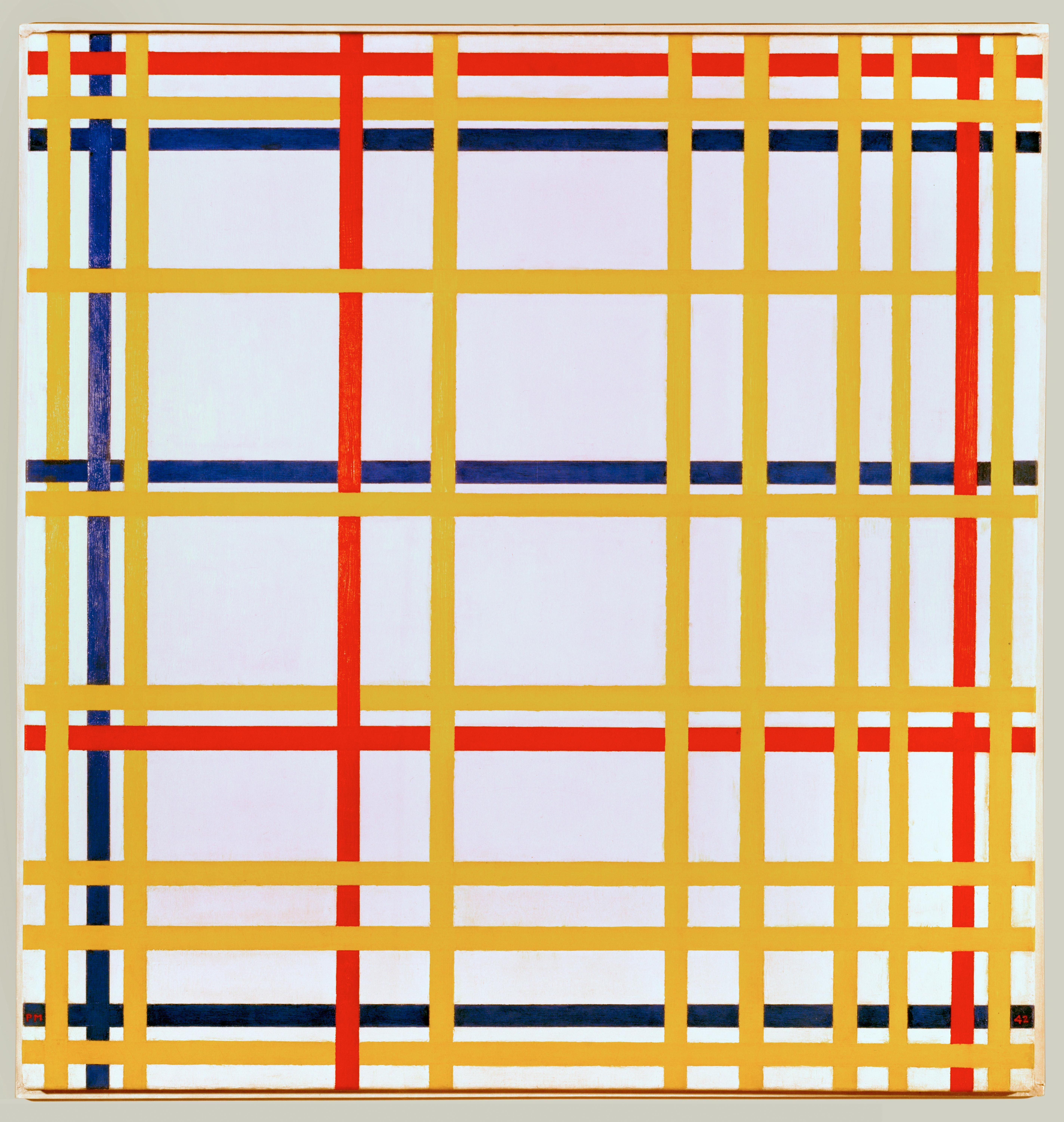
Mondrian, New York City. 1942, huile sur toile, 119,3 × 114,2 cm, musée national d'Art moderne.
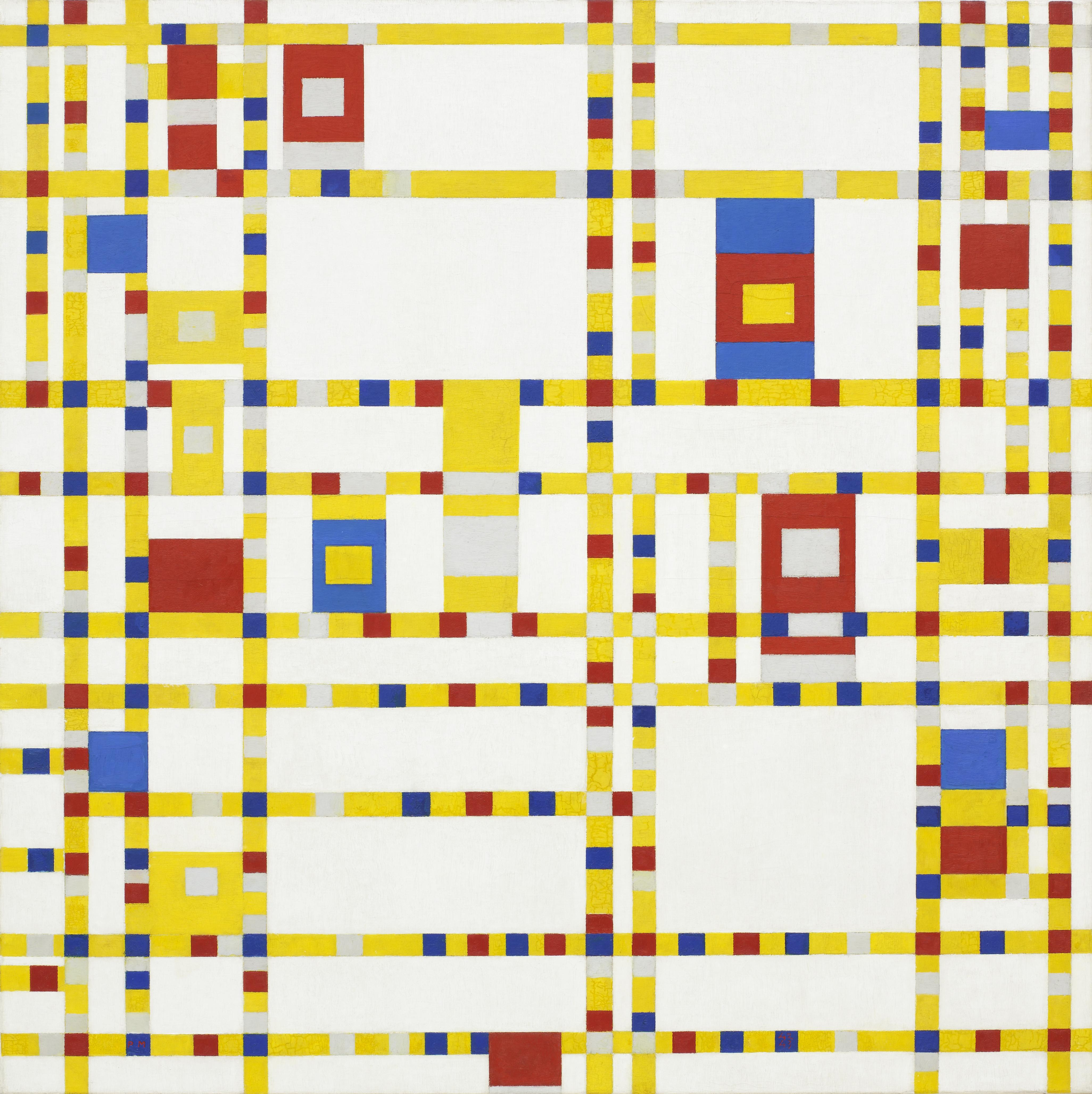
Broadway Boogie-Woogie, 1942-43, huile sur toile, 127,5 × 127,5 cm, Museum of Modern Art.
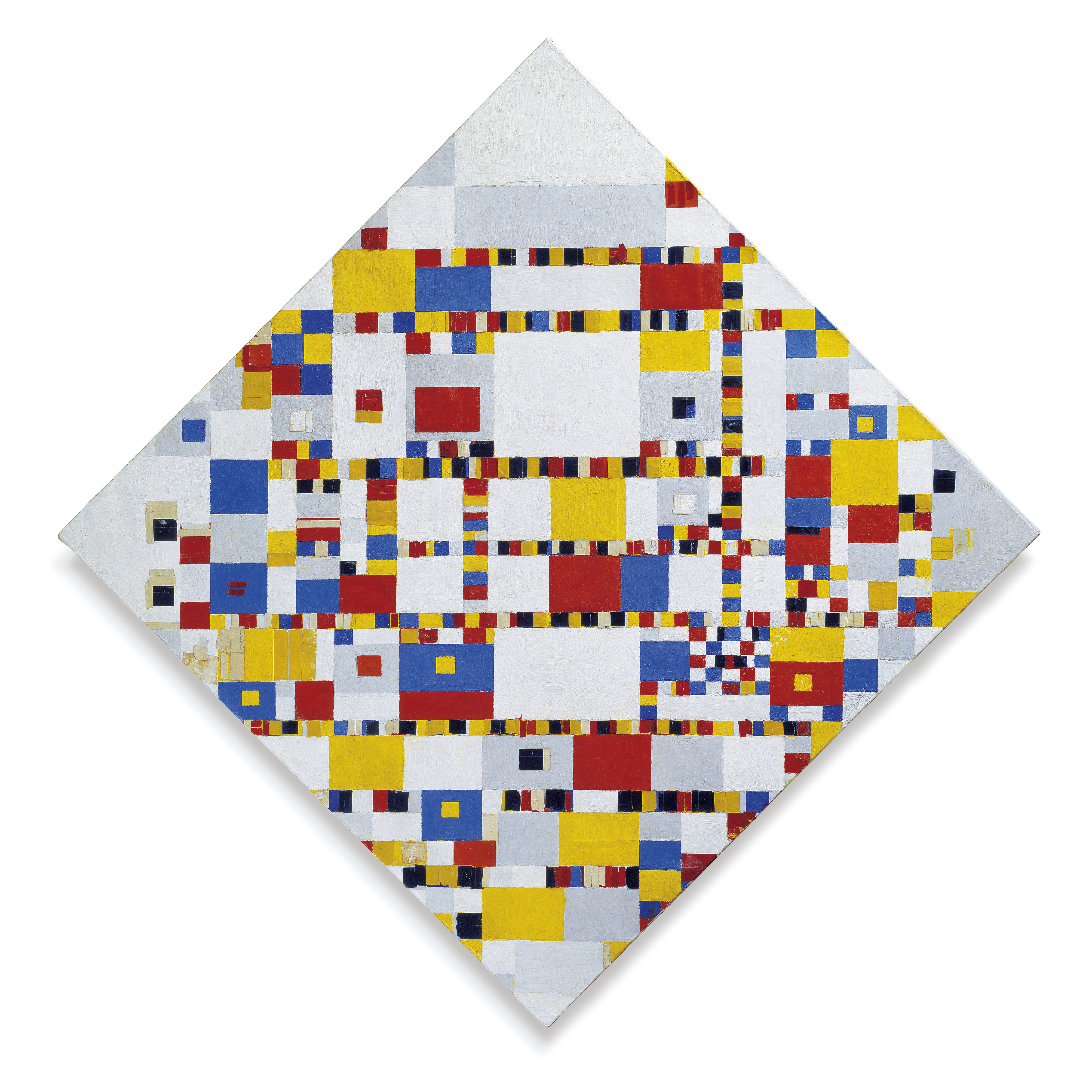
Victory Boogie-Woogie, 1944, le dernier tableau de Mondrian, inachevé ; huile, papier collé, sur toile, 127,5 × 127,5 cm, Gemeentemuseum.

En 1938, il se réfugie à Londres, puis en 1940, à la suite des bombardements de Londres s'embarque, en octobre, pour New York. Il y trouve une ville en correspondance avec ses tableaux, ne serait-ce que par son plan, mais aussi par son rythme. Depuis longtemps passionné par le jazz, il adopte avec enthousiasme le boogie-woogie et réalise plusieurs chefs-d’œuvre : Broadway Boogie-Woogie, New York City, et enfin Victory Boogie-Woogie qui resta inachevé à sa mort. Rapidement intégré au monde de l'art avec l’appui de Peggy Guggenheim, il devint l'ami de Max Ernst. Il fut sollicité pour divers jurys d'expositions et, à cette occasion, fit remarquer à Peggy Guggenheim la valeur naissante de Jackson Pollock. Il fut aussi vite intégré avec les honneurs dans le groupe des American Abstract Artists. Du 21 mars au 13 mai 1945, le Museum of Modern Art de New York lui rendait hommage avec un accrochage respectueux où le monde de l'art découvrit les peintures réalisées aux États-Unis. Construites sur le jeu orthogonal de lignes colorées, celles-ci acquirent dans ses derniers tableaux une vibration surprenante. Visible dès la phase d'étude, cette vibration était obtenue grâce à une mise en place par tâtonnement de petits morceaux de papiers, peints à l'huile, posés les uns à côté des autres, avec la fragilité des Post-it. Victory Boogie Woogie resta ainsi dans l'atelier dans cet état flottant, ouvert au public pendant les six semaines qui suivirent la mort de l'artiste.

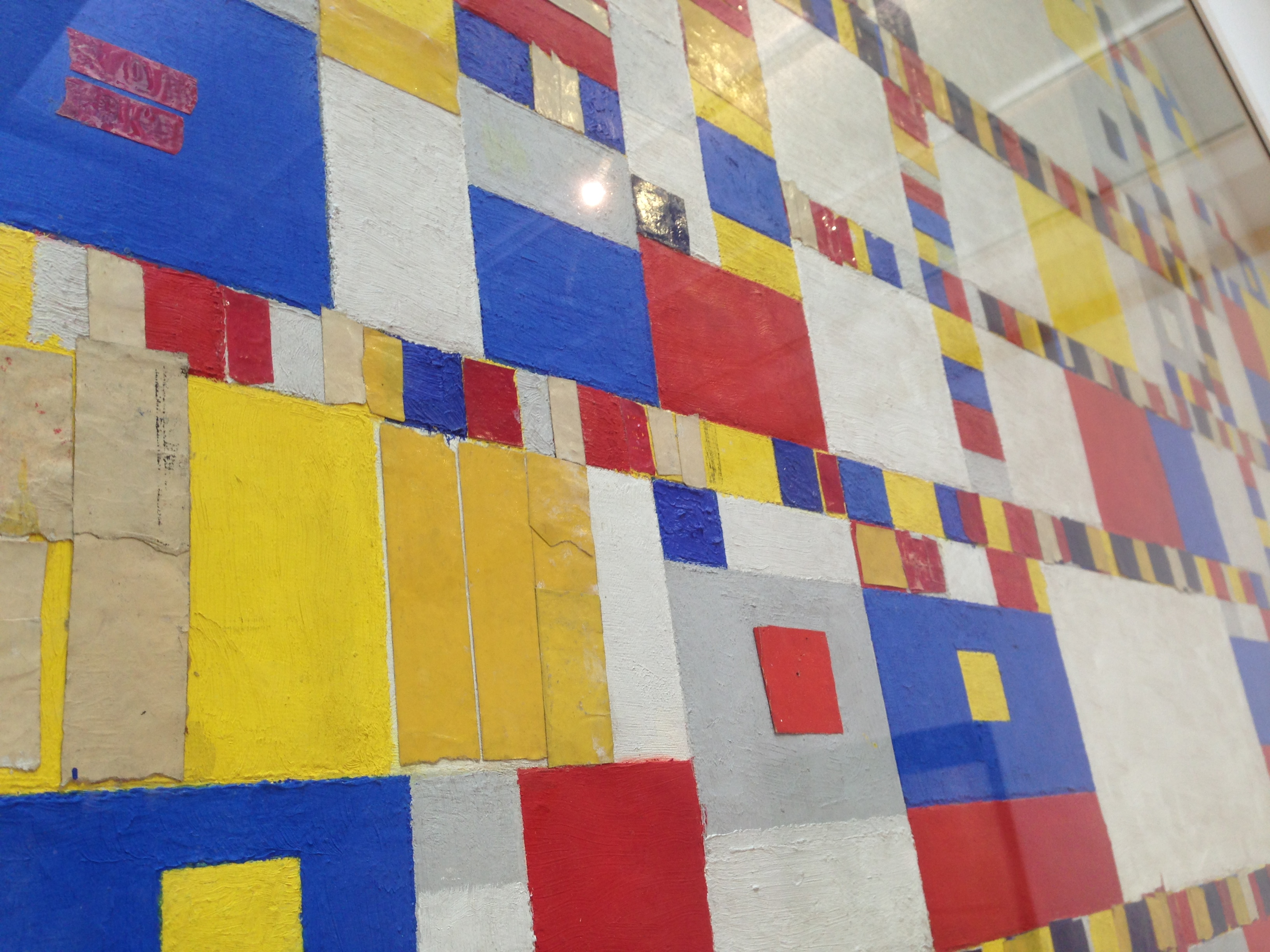
Gros plan sur Victory Boogie-Woogie, au Gemeentemuseum.

## Style
Piet Mondrian est, avec les Russes Vassily Kandinsky puis Kasimir Malevitch, parmi les premiers peintres à s'être exprimé en utilisant un langage abstrait. Certains vont jusqu'à le considérer comme l'un des fondateurs de l'art abstrait. Les recherches de Mondrian commencent dès le début de sa carrière et s'orientent vers une représentation transcendantale et essentialiste de l'image (en particulier dans le paysage), basée sur l'épuration radicale du tableau. Toute trace de référence au naturel visible est progressivement évacuée au profit d'une vision de l'universel. Mondrian privilégie l'économie de moyens pour tenter d'exprimer l'essence du réel. La rigueur de sa démarche et de son évolution est évoquée dans ses écrits théoriques. L'évolution de son œuvre est d'une rare complexité et il faut accepter de se heurter à une certaine difficulté si l'on souhaite s'en approcher,.
La méthode de Mondrian s'élabore constamment : ses recherches l'amènent d'abord à renouveler son usage de la couleur pour dépasser les limites de la figuration mimétique. Pour la même raison, il s'interdit peu à peu d'employer les lignes diagonales et les courbes, supprimant ainsi l'illusion d'espace permise par les lois de la perspective linéaire. Les formes et les couleurs sont progressivement réduites à leur plus simple expression. Entre 1919 et 1920, ses recherches aboutissent à une forme abstraite qui ne doit plus rien à la nature (sur le plan formel du moins). Cette approche de la peinture doit être comprise comme une tentative d'essentialisation du monde par des procédés abstraits, soit un mode de représentation libéré des contraintes de la figuration. Dans les phases tardives de son œuvre, la conception de Mondrian implique que le projet de la peinture puisse dépasser le cadre de la toile, il faut donc imaginer chaque œuvre comme le fragment d'une totalité à laquelle elle est intégrée (et c'est précisément cette totalité, soit l'essence du monde, qui constitue le thème et l'objet de l'œuvre de Mondrian).
Hubert Damisch a indiqué, dès 1958, qu'« un tableau de Mondrian contredit au monde qui est le nôtre, et en suggère un autre. [Il lui est assigné] une fonction précise : celle d'imprimer dans la mémoire visuelle un schème d'organisation de l'espace qui fonctionnerait ensuite comme une grille, laquelle n'attendrait plus que d'être reportée sur le monde pour l'informer à neuf ». Et Éric de Chassey (2017), s'appuie sur cette autre citation du même auteur : la grille, chez Mondrian, a « valeur d'utopie, au même titre que les Villes imaginaires et autres Cités idéales conçues par les artistes du Quattrocento ». Selon Éric de Chassey, la grille qui structure les tableaux se pose comme un modèle de structure pour la vie tout entière, depuis son extension à l'architecture dans les ateliers où Mondrian y intégrait ses propres peintures. Mondrian fait de la peinture un modèle pour l'architecture, et au-delà, jusqu'aux aspects politiques du monde : « Les plans rectangulaires de dimensions variables et les couleurs démontrent visiblement qu'internationalisme ne signifie pas chaos gouverné par la monotonie, mais une unité ordonnée et clairement divisée [...] Dans l'ordre international du futur, les différents pays, tout en étant mutuellement équivalents, auront chacun une valeur unique et différente. »

## Héritiers
Mondrian est une des figures majeures de l'art du XXe siècle, dans le monde de l'art moderne, à la fois pour son apport décisif à la peinture abstraite naissante, mais aussi pour l'influence de son œuvre dans des domaines aussi variés que l'architecture, les arts décoratifs, le mobilier, la mode, le graphisme ou encore le design industriel. « Le néoplasticisme a constitué le langage commun auquel aspiraient les membres fondateurs de la revue De Stijl, susceptible de se manifester dans tous les domaines, de la poésie - grâce à Anthony Kok, qui réduit le langage à ses éléments essentiels, le mot et la lettre - à l'architecture et au mobilier : le café De Unie (nl) (Rotterdam, 1925) de J.J.P. Oud, la maison Schröder (Utrecht, 1923-24) de Gerrit Rietveld (architecte et designer), ou sa chaise bleu et rouge (1918), figurent parmi les plus exemplaires. ». La revue elle-même fut le support privilégié de pratiques néoplasiques dans le domaine du graphisme.
D'innombrables artistes, et pas seulement des peintres ou des architectes et designers mais aussi des réalisateurs, comme Jean-Luc Godard (en particulier dans Pierrot le Fou en 1965) ou le grand couturier Yves Saint Laurent et sa robe Mondrian, créée en 1965, se sont référés au Mondrian des années 1920-1940. Le rationalisme intransigeant de l'œuvre de Mondrian lui vaut « d'être revendiquée par certains artistes d'aujourd'hui œuvrant dans le cadre de l'art concret, de l'art optique, de l'art minimal, etc.) »
Le design et les produits de consommation s'inspirent également de l'œuvre de Mondrian. À sa création en 1985, la ligne de produits coiffants Studio Line de L'Oréal arbore un packaging très fortement inspiré de la peinture de Mondrian. Elle garde ce design très longtemps et opte pour un design simplifié aujourd'hui.

## Peintures de Piet Mondrian
- Jeune fille écrivant (1890)
- Église de village (1890)
- Paysage au ruisseau (vers 1895) aquarelle (49 × 66 cm), musée d'Art de La Haye[32]
- Maisons et moulins sur le Voorweg, Amstel, Gein, Amsterdam (1898) huile sur toile marouflée sur aggloméré (27,6 × 38,6 cm), musée Soumaya, Mexico[33]
- Portrait d'une dame (1898-1900) aquarelle (89 × 50 cm), musée d'Art de La Haye[32]
- Maison à Abcoude  (1898-1900) aquarelle et gouache (45,5 × 58,5 cm), musée d'Art de La Haye[32]
- Forêt (1898-1900) aquarelle et gouache  (45,5 × 57 cm), musée d'Art de La Haye[32]
- Moulin sur le Gein (vers 1900) huile sur toile (23,5 × 31 cm), musée d'Art de La Haye[32]
- Départ pour la pêche (Zuiderzee) (vers 1900) pastel, aquarelle, fusain (62 × 100 cm), musée d'Orsay, Paris[34]
- Portrait d'une fille avec des fleurs (1900-1901) huile sur toile (53 × 44 cm), musée d'Art de La Haye[32]
- Bosquet de jeunes arbres au milieu de reflets d'eau (1902-1905), musée d'Art de Dallas, aquarelle (30,3 × 39,7 cm)[35]
- Le long de l'Amstel (1903)[36]
- Ferme de Nistelrode (vers 1904) aquarelle (48 × 62 cm), musée d'Art de La Haye[32]
- Paysage du soir (1904)
- Basse-cour du Brabant (1904) huile sur lin marouflé sur toile (39,8 × 48,3 cm), Allen Memorial Art Museum, Oberlin[37]
- Duivendrecht (1905) aquarelle (38,5 × 61 cm), musée d'Art de La Haye[32]
- Moulin (1905) huile sur toile (35 × 44 cm), Pinacothèque nationale d'Athènes[38]
- Paysage (vers 1905) huile sur toile (24 × 33 cm), Pinacothèque nationale d'Athènes[39]
- Saulaie. Impression de lumière et d'ombre (vers 1905) huile sur toile (37,5 × 48,3 cm), Dallas Museum of Art[40]
- Ferme au bord de l'eau cachée par neuf grands arbres (vers 1905) aquarelle (53,5 × 74 cm), The Clark Art Institute, Williamstown
- Moulin au clair de lune (1906-1907) huile sur toile (99,5 × 125,5 cm), musée d'Art de La Haye[32]
- Nuit d'été (1906-1907) huile sur toile (71 × 110,5 cm), musée d'Art de La Haye[32]
- Moulin au bord du Gein (1906-1907) toile sur panneau (34,5 × 44,5 cm), musée d'Art de La Haye[32]
- Etang près de Saasveld (1906-1907) huile sur toile (102 × 180,5 cm), musée d'Art de La Haye[32]
- Paysage de polder avec un train à l'horizon (1906-1907) huile sur toile (36 × 51 cm) musée d'Orsay, Paris[41]
- Bâtiment de ferme et puits (vers 1906-1907) huile sur toile (78 × 65,3 cm) musée Soumaya, Mexico[42]
- Moulin et arbres près de Saasveld (vers 1907) huile sur toile (75 × 63 cm), musée d'Art de La Haye[32]
- Nuage rouge (1907) huile sur carton (64 × 75 cm), musée d'Art de La Haye[43]
- Paysage (1907) huile sur carton (64 × 76,5 cm), musée d'Art de La Haye[32]
- Ferme, le soir (1907) huile sur carton (64 × 76,5 cm), musée d'Art de La Haye[32]
- Arbres au bord du Gein (1907-1908) huile sur toile (79 × 92,5 cm), musée d'Art de La Haye[32]
- Arbre rouge (1908) huile sur toile (70 × 99 cm), musée d'Art de La Haye[44]
- Phare de Westkapelle (1908) huile sur toile (71 × 52 cm), musée d'Art de La Haye[32]
- Dévotion (1908)
- Bois près d’Oele (1908) huile sur toile (128 × 158 cm), musée d'Art de La Haye[32]
- Moulin au soleil (1908) huile sur toile (114 × 87 cm), musée d'Art de La Haye[44]
- Paysage, le soir (1908) huile sur toile (64 × 93 cm), musée d'Art de La Haye[32]
- Le moulin Winkel, version pointilliste (1908) huile sur toile (43,2 × 34,6 cm), musée d'Art de Dallas[45]
- Arbres au bord du Gein (1908) huile sur toile (69 × 112 cm), musée d'Art de La Haye[32]
- Ferme près de Duivendrecht (vers 1908) huile sur toile (85,5 × 108,5 cm), musée d'Art de La Haye[32]
- Meules de foin III (vers 1908) huile sur toile (35 × 45 cm) musée d'Orsay, Paris[46]
- Pommier, version pointilliste (1908-1909) huile sur panneau (56,8 × 74,9 cm), musée d'Art de Dallas[47]
- Dune I (1909) huile sur toile (30 × 40 cm), musée d'Art de La Haye[44]
- Dune III (1909) huile sur carton (29,5 × 39 cm), musée d'Art de La Haye[32]
- Église de Domburg (1909) huile sur carton (36 × 36 cm), musée d'Art de La Haye[32]
- Phare de Westkapelle (1909) huile sur carton (39 × 29,5 cm), musée d'Art de La Haye[32]
- Phare de Westkapelle (1909-1910) huile sur toile (135 × 75 cm), musée d'Art de La Haye[32]
- Soleil de printemps (Lentezon): Château en ruine : Brederode (vers fin 1909-début 1910), huile sur Isorel (62 × 72 cm), musée d'Art de Dallas[48]
- Dune V (1909-1910) huile sur toile (65,5 × 96 cm), musée d'Art de La Haye[32]
- Paysan zélandais (1909-1910) huile sur toile (69 × 53 cm), musée d'Art de La Haye[32]
- Façade de l'église de Zoutelande (1909-1910)  huile sur toile (90,5 × 62,1 cm), Tate, Londres[49]
- Tour de l’Église de Domburg (1910) huile sur toile (114 × 75 cm), musée d'Art de La Haye[32]
- Le Moulin rouge (1910) huile sur toile (150 × 86 cm), musée d'Art de La Haye[32]
- Evolutie (Évolution) (1911) huile sur toile, (178 × 85 cm)(183 × 87,5 cm)(178 × 85 cm), musée d'Art de La Haye[44]
- Nu (1911) huile sur toile (140 × 98 cm), musée d'Art de La Haye[32]
- Pommier en fleurs (1912)
- La nature morte au pot de gingembre I (1912) huile sur toile (65,5 × 75 cm), musée d'Art de La Haye[32]
- La nature morte au pot de gingembre II (1912) huile sur toile (91,5 × 120 cm), musée d'Art de La Haye[32]
- Arbre argenté (1912) huile sur toile (78,5 × 107,5 cm), musée d'Art de La Haye[32]
- Arbre en fleurs (1912)
- Arbres (vers 1912) huile sur toile (94 × 71,7 cm), Carnegie Museum of Art, Pittburgh
- Paysage avec arbres (1912) huile sur toile (120 × 100 cm), musée d'Art de La Haye[32]
- Composition ovale aux couleurs claires (1913)
- Composition dans l’ovale (1913)
- Composition XIV (1913)
- Echafaudage: étude pour tableau III (1914) fusain et gouache sur papier, collé sur panneau (152,5 × 100 cm), Peggy Guggenheim Collection, Venise[50]
- Composition n°IV / Composition 6 (1914)
- Jetée et océan : [Mer et ciel étoilé] (1915)
- Ocean 5 (1915) fusain et gouache sur papier, collé sur panneau (88 × 120 cm),  Peggy Guggenheim Collection, Venise[51]
- Ferme près de Duivendrecht, le soir (vers 1916) huile sur toile (80 × 106 cm), musée d'Art de Dallas[52]
- Composition no 3 avec plan colorés (1917)
- Moulin (vers 1917) huile sur toile (100,3 × 95,2 cm), musée d'Art de Dallas[53]
- Autoportrait (1918) huile sur toile (88 × 71 cm), musée d'Art de La Haye[32]
- Composition, plans colorés aux contours gris (1918)
- Composition losange aux lignes grises (1919)
- Grande composition A avec noir, rouge, gris, jaune et bleu (1919-1920), Galerie nationale d'Art moderne et contemporain, Rome
- Tableau l (1921)
- Composition avec grand plan rouge, jaune, noir, gris et bleu (1921) au musée municipal de La Haye
- Composition avec large plan bleu, rouge, noir, jaune et gris (1921), huile sur toile (60,3 × 49,9 cm), musée d'Art de Dallas[54]
- Composition en rouge, jaune, et bleu (1922) huile sur toile (40 × 50,5 cm), musée Granet, Aix-en-Provence[55]
- Composition avec bleu, rouge, jaune et noir (1922) huile sur toile (79,8 × 50 cm), Louvre Abu Dhabi[56]
- Composition A (1923)
- Composition avec gris et noir (1925) pour la villa Noailles
- Tableau N°1 (1925) huile sur toile (112 × 112 cm), Kunsthaus Zürich[57]
- Composition II en rouge, bleu et jaune (1930)
- Composition avec deux lignes (1931)
- Bleu, blanc et jaune (1932) huile sur toile (45,4 × 45,4 cm), musée d'Art de Denver[58]
- Composition C (no III) avec rouge, jaune et bleu (1935-1942) huile sur toile (101 × 51,1 cm), musée d'Art moderne de San Francisco[59]
- Composition en blanc, rouge et jaune (1936) huile sur toile (80 × 62,2 cm), musée d'Art du comté de Los Angeles[60]
- Composition n°12 avec bleu (1936-1942)
- Composition en rouge, bleu et blanc II (1937) huile sur toile (75 x 60,5 cm), musée national d'Art moderne, Paris[61]
- Composition avec jaune, bleu et rouge (1937-1942) huile sur toile (72,7 × 69,2 cm), Tate, Saint-Ives[62]
- Place de la Concorde (1938-1943) huile sur toile (94,6 × 94,6 cm), musée d'Art de Dallas[63]
- New York City I (1941) huile et papier sur toile (119 × 115 cm), Kunstsammlung Nordrhein-Westfalen, Düsseldorf[64]
- New York City II (1941) inachevé, auparavant New York City III; huile, fusain, graphite, punaises, papier stratifié et ruban de papier sur toile (114,9 × 98,7 cm), musée d'Art moderne de San Francisco[65]
- New York City (1941-1942) huile sur toile (75 x 60,5 cm), musée national d'Art moderne, Paris[66],[67]
- Broadway Boogie-Woogie (1942-1943)
- Victory Boogie-Woogie (1944)

## Expositions
La première exposition couvrant la période abstraite de son œuvre fut présentée en 1969, au musée de l'Orangerie. En 2002, le musée d'Orsay a organisé « Mondrian de 1892 à 1914, les chemins de l'abstraction » (27 mars-14 juillet 2002 ; commissaire Serge Lemoine). En 2010, le Centre Pompidou a présenté une double exposition, « Mondrian / De Stijl » avec deux catalogues séparés (1er décembre 2010-21 mars 2011 ; commissaire Brigitte Léal). La partie sur Mondrian se concentrait sur les années de formation aux Pays-Bas et sur les années parisiennes : le parcours s'achevait sur New York City. Fin 2019, le musée Marmottan Monet met en lumière un pan plus méconnu de son œuvre avec l'exposition Mondrian figuratif.